# انتقال فلز
انتقال فلز (انگلیسی: Transmetalation) نوعی از واکنش در شیمی آلی فلزی است که طی آن یک لیگاند از یک فلز به فلز دیگر منتقل می‌شود. شکل کلی این واکنش به این صورت است:
M1–R + M2–R′ → M1–R′ + M2–R
R و R′ می تواند شامل گروه هایی چون گروه آلکیل، آریل، آلکین، آلیل، هالوژن، یا pseudo-halogen باشد.